# Жежванниково
Жежванниково — деревня в Старорусском муниципальном районе Новгородской области, с весны 2010 года относится к Великосельскому сельскому поселению.
Деревня расположена на левом берегу реки Белка притоке Холыньи, в четырёх километрах к северо-востоку от административного центра сельского поселения — деревни Большие Боры.

## Население
| 2010 | 2011 | 2012 | 2013 |
| ---- | ---- | ---- | ---- |
| 1    | ↘0   | →0   | ↗1   |

## История
О раннем заселении здешних мест свидетельствует сопка VIII—X вв, в 600 м юго-западнее деревни, на правом берегу реки Белки. В Старорусском районе деревня до муниципальной реформы была подчинена Дретенскоому сельсовету. До весны 2010 года входила в ныне упразднённое Большеборское сельское поселение.

## Транспорт
В деревню есть автодорога из д. Большие Боры. Ближайшая железнодорожная станция расположена в Тулебля.